# Tizapán el Alto
Tizapán el Alto è un comune del Messico, situato nello stato di Jalisco.